# Martins (Familienname)
Martins ist ein Familienname.

## Herkunft und Bedeutung
Der Name Martin bzw. Martins kommt vom lateinischen Martinus. Martinus ist das Adjektiv zum römischen Kriegsgott Mars. Entsprechend bedeutet der Name „Sohn des Mars“, „dem Mars geweiht“ bzw. „kriegerisch“ (vgl. martialisch).
Weiterhin bedeutet Martin auch „Sohn des Krieges“.

## Varianten (Auswahl)
- Martin
- Martínez, Marciniak, Martines, Martinet, Martinec, Martinen
- Martini, Martiny
- Martino, Martinů
- Martina
- Maertin, Maertins, Maerten, Maertens
- Martinus, Martinis, Martinkus, Martynus, Martinius, Martinke[2]

## Verbreitung
Der Familiennamen Martins ist vor allem in Südeuropa und Südamerika gängig. In Deutschland kommt er mit rund 1.900 Trägern normal häufig vor.

## Namensträger

### A
- Adaílton Martins Bolzan (* 1977), brasilianischer Fußballspieler
- Adolfo Martins (* 1970), osttimoresischer Politiker
- Adriano Ferreira Martins (* 1982), brasilianischer Fußball-Stürmer
- Alberto Martins (* 1945), portugiesischer Politiker (PS), Abgeordneter und Minister
- Alexandre Martins da Costa (* 1979), portugiesischer Fußballspieler, siehe Alex (Fußballspieler, 1979)
- Alfred Adewale Martins (* 1959), nigerianischer Geistlicher, Erzbischof von Lagos
- Alfredo Cardoso de Soveral Martins (1869–1938), portugiesischer Kolonialverwalter und Marineoffizier
- Ana Maria Guerra Martins (* 1963), portugiesische Juristin und Richterin am Europäischen Gerichtshof für Menschenrechte
- André Martins (Fußballspieler, 1987) (* 1987), portugiesischer Fußballspieler
- André Martins (Fußballspieler, 1990) (* 1990), portugiesischer Fußballspieler
- Andre Stefanelli Martins (* 1984), brasilianischer Basketballspieler
- Andrezza Martins das Chagas (* 1977), georgische Beachvolleyballspielerin brasilianischer Herkunft
- Antonio Martins (Fußballspieler, Brasilien) (Antonio Martins dos Santos; * 1948 oder 1949), brasilianischer Fußballspieler
- António Martins (Fußballspieler, 1913) (António Rodrigues Martins; * 1913; † unbekannt), portugiesischer Fußballspieler
- António Martins (Sportschütze, 1892) (1892–1930), portugiesischer Sportschütze und Leichtathlet
- António Martins (Sportschütze, 1930) (* 1930), portugiesischer Sportschütze
- António Bento Martins Júnior (1881–1963), portugiesischer römisch-katholischer Theologe
- Armando da Silva Martins (1907–??), portugiesischer Fußballspieler

### B
- Benjamin Martins (* 1985), deutscher Schauspieler
- Björn Martins (* 1983), deutscher Sänger, Songwriter und Gitarrist
- Bruno Coutinho Martins (Bruno; * 1986), brasilianischer Fußballspieler
- Bruno Martins Indi (* 1992), niederländischer Fußballspieler

### C
- Camila Martins Pereira (* 1994), brasilianische Fußballspielerin
- Carlito Martins, osttimoresischer Beamter
- Carlos Martins (1911–1965), argentinischer Tangosänger und -gitarrist, siehe Roberto Quiroga
- Carlos Martins (* 1982), portugiesischer Fußballspieler
- Caroline Martins (* 1992), brasilianische Handballspielerin
- Catarina Martins (* 1973), portugiesische Schauspielerin und Politikerin (Bloco de Esquerda)
- César Martins de Oliveira (1956–2024), brasilianischer Fußballspieler
- Charles Martins (1806–1889), französischer Botaniker und Zoologe
- Christopher Martins Pereira (* 1997), luxemburgischer Fußballspieler
- Corentin Martins (* 1969), französischer Fußballspieler

### D
- Diego Martins (Fußballspieler, 1983) (Diego José Martins; * 1983), brasilianischer Fußballspieler
- Diego Martins (Fußballspieler, 1987) (Diego Jota Martins; * 1987), brasilianischer Fußballspieler
- Diego Tardelli Martins (* 1985), brasilianischer Fußballspieler, siehe Diego Tardelli
- Daniel Martins (Leichtathlet) (Daniel Tavares Martins; * 1996), brasilianischer Leichtathlet
- Daniel Accoto Martins (* 1981), portugiesischer Handballschiedsrichter
- Daniel Hugo Martins (1927–2016), uruguayischer Politiker
- Daniel Rodrigo Martins (* 1980), argentinischer Schauspieler und Moderator

### E
- Éder Citadin Martins (* 1986), brasilianischer Fußballspieler, siehe Éder (Fußballspieler, 1986)
- Edgar Sequeira Martins (* 1969), osttimoresischer Beamter
- Edoson Silva Martins (* 1974), brasilianischer Fußballspieler
- Eduardo Ramos Martins (* 1986), brasilianischer Fußballspieler
- Eliane Martins (* 1986), brasilianische Weitspringerin
- Eliseu Martins Ramalho (* 1952), portugiesischer Fußballspieler, siehe Eliseu (Fußballspieler, 1952)
- Élvio Rodrigues Martins, brasilianischer Geograph
- Eugênio Barbosa Martins (* 1960), brasilianischer Ordensgeistlicher, Bischof von São João da Boa Vista

### F
- Felipe Trevizan Martins (* 1987), brasilianischer Fußballspieler, siehe Felipe (Fußballspieler, 1987)
- Fernanda Martins (* 1988), brasilianische Diskuswerferin
- Fernando Lucas Martins (* 1992), brasilianischer Fußballspieler
- Florentina da Conceição Pereira Martins Smith (* 1958), osttimoresische Politikerin
- Francisco Gentil Martins (1927–1988), portugiesischer Mediziner
- Francisco Miguel Martins, osttimoresischer Hochschullehrer

### G
- Gabriele Martins (* 1962), deutsche Leichtathletin
- Gelson Martins (* 1995), portugiesischer Fußballspieler
- Geraldo Martins, Politiker aus Guinea-Bissau
- Graciela Martins (* 1987), bissauische Sprinterin

### H
- Hans Otto Philipp Martins (1777–1861), preußischer Bergbeamter
- Heinrich Martins (1829–1903), deutscher Politiker, Oberbürgermeister von Glogau
- Hélder de Souza Martins (1901–1957), portugiesischer Springreiter
- Hélder Martins de Carvalho (* 1977), angolanischer Fußballschiedsrichter
- Hélder Martins de Moraes (* 1937), brasilianischer Diplomat und Journalist
- Helena Martins Belo, osttimoresische Politikerin
- Helvécio Martins (1930–2005), brasilianischer Mormone

### I
- Idner Faustino Lima Martins (* 1978), brasilianischer Volleyballspieler
- Izidoro Martins Júnior (1860–1904), brasilianischer Dichterjurist

### J
- Jeannette Martins (* 1967), deutsche Politikerin (Bündnis 90/Die Grünen), MdA
- Jennifer Martins (* 1989), kanadische Ruderin
- João Martins (Schwimmer), portugiesischer Schwimmer
- João Carlos Martins (* 1940), brasilianischer Pianist
- João Cleofas Martins (1901–1970), kapverdischer Fotograf und Humorist
- João Evangelista Martins Terra (1925–2022), brasilianischer Geistlicher, Weihbischof in Brasília
- João Paulo Neto Martins (* 1988), portugiesischer Fußballspieler
- João Soares Martins (* 1968), osttimoresischer Politiker
- Joaquim Gusmão Martins, osttimoresischer Politiker
- Joaquim Pedro de Oliveira Martins (1845–1894), portugiesischer Schriftsteller, Historiker und Politiker
- Joayrton Martins Cahú (* 1922), brasilianischer Diplomat
- Joel Antônio Martins (1931–2003), brasilianischer Fußballspieler
- John Martins (* 1950), nigerianischer Boxer
- Jorge Martins (* 1954), portugiesischer Fußballtorhüter

- José Martins (Radsportler) (1917–2011), portugiesischer Radsportler
- José Martins (Politiker) (1925–??), osttimoresischer Politiker (KOTA)
- José Martins (Geistlicher) (um 1942–2022), portugiesischer Jesuit
- José Martins (Musiker) (* um 1960), portugiesischer Musiker
- José Martins (Badminton) (* um 1970), portugiesischer Badmintonspieler
- José Martins da Silva (1936–2015), brasilianischer Ordensgeistlicher, Bischof von Porto Velho
- José Barreto Martins (* 1962), osttimoresischer Diplomat
- José Augusto Martins Fernandes Pedreira (1935–2020), portugiesischer Geistlicher, Bischof von Viana do Castelo
- José Marcos Costa Martins (* 1999), brasilianischer Fußballspieler
- José Hermenegildo Martins († 1975), osttimoresischer Politiker (APODETI), siehe Hermenegildo Martins
- José Saraiva Martins (* 1932), portugiesischer Geistlicher, Titularerzbischof von Thuburnica und Kardinal
- José Tomás de Sousa Martins (1843–1897), portugiesischer Mediziner und Hochschullehrer
- Joubert Araújo Martins, brasilianischer Fußballspieler
- Juvêncio Martins, osttimoresischer Diplomat

### L
- Leandro Ângelo Martins (* 1982), brasilianischer Fußballspieler, siehe Leandro Tatu
- Leda Lúcia Martins Camargo (* 1946), brasilianische Diplomatin
- Leoneto Martins, osttimoresisch-indonesischer Verwaltungsbeamter
- Lídia Norberta dos Santos Martins (* 1980), osttimoresische Politikerin
- Lizuarte Martins (* 1978), portugiesischer Radrennfahrer
- Lorraine Martins (* 2000), brasilianische Sprinterin
- Luciana Martins (* 1963), brasilianische Kulturwissenschaftlerin
- Luciano Martins (Diplomat) (Luciano Martins de Almeida; 1934–2014), brasilianischer Soziologe, Politikwissenschaftler und Diplomat
- Luciano Martins (Fußballspieler) (Luciano Luís Turconi Martins; * 1963), brasilianischer Fußballspieler
- Luis Carlos dos Santos Martins (* 1984), brasilianischer Fußballspieler, siehe Maranhão (Fußballspieler, 1984)

### M
- Maickol Martins (* 1993), uruguayischer Fußballspieler
- Manuel da Silva Martins (1927–2017), portugiesischer Geistlicher, römisch-katholischer Bischof von Setúbal
- Marcelo Moreno Martins (* 1987), bolivianisch-brasilianischer Fußballspieler, siehe Marcelo Moreno
- Márcio Fábio Martins (* 1980), brasilianischer Fußballspieler
- Márcio Roberto Costa Martins (* 1959), brasilianischer Herpetologe, Ökologe und Naturschützer
- Marco Martins (* 1972), portugiesischer Regisseur
- Marcus da Gloria Martins, deutscher Polizist und Leiter der Pressestelle des Polizeipräsidiums München
- Marcus Soares Martins (* 1978), osttimoresischer Politiker
- Maria Martins (Künstlerin) (1894–1973) brasilianische Künstlerin
- Maria Martins (Leichtathletin) (* 1974), französische Leichtathletin, Olympiateilnehmerin 2004
- Maria Martins (Radsportlerin) (* 1999), portugiesische Radsportlerin
- Maria Genoveva da Costa Martins (* 1956), osttimoresische Politikerin
- Maria de Lourdes Martins Cruz (* 1962), osttimoresische Nonne
- Maria Eugénia Martins de Nazaré Ribeiro (* 1956), portugiesische Juristin und Richterin
- Marvin Martins (* 1995), luxemburgischer Fußballspieler
- Miguel Martins (* 1997), portugiesischer Handballspieler

### N
- Natércia Martins (* 1980), osttimoresische Polizistin
- Nélia Martins (* 1998), osttimoresische Athletin
- Nélson Martins, Politiker in Osttimor
- Nominando Soares Martins (* 1962), osttimoresischer Politiker
- Nuno Brás da Silva Martins (* 1963), portugiesischer Geistlicher, Bischof von Funchal

### O
- Obafemi Martins (* 1984), nigerianischer Fußballspieler
- Ovídio Martins (1928–1999), kapverdischer Poet

### P
- Paul-Friedrich Martins (1928–2015), deutscher Theologe
- Paulo Martins (Musiker), portugiesischer Schlagzeuger
- Paulo Martins (Ringer) (* 1970), portugiesischer Ringer
- Paulo Martins (Fußballspieler) (Paulo César Silva Martins; * 1991), portugiesisch-osttimoresischer Fußballspieler
- Paulo Martins (Leichtathlet) (* 1999), portugiesischer Geher
- Paulo Egydio Martins (1928–2021), brasilianischer Politiker
- Paulo de Fátima Martins (* 1950), osttimoresischer Polizist und Politiker
- Pedro Martins (Regisseur) (* 1928), portugiesischer Filmregisseur, Produzent und Schauspieler
- Pedro Martins (Leichtathlet) (* 1968), portugiesischer Geher
- Pedro Martins (Freiheitskämpfer) († 1975/1978), osttimoresischer Freiheitskämpfer
- Pedro Martins (Fußballspieler) (Pedro Rui da Mota Vieira Martins; * 1970), portugiesischer Fußballspieler und -trainer
- Pedro Martins (Badminton) (* 1990), portugiesischer Badmintonspieler
- Pedro Martins (Musiker) (* 1993), brasilianischer Jazzmusiker
- Peter Martins (* 1946), dänischer Tänzer und Choreograf

### R
- Rafael Martins (Fußballspieler, 1983) (Rafael Martins da Silva; * 1983), brasilianischer Fußballspieler
- Rafael Martins (Fußballspieler, 1989) (Clecildo Rafael Martins de Souza Ladislau; * 1989), brasilianischer Fußballspieler
- Rafael Martins (Fußballspieler, 1990) (Rafael Martins de Oliveira; * 1990), brasilianischer Fußballspieler
- Rafael Martins (Fußballspieler, 1991) (Rafael Martins Claro dos Santos; * 1991), brasilianischer Fußballtorhüter
- Rafael Martins (Regisseur), portugiesischer Filmregisseur
- Raimundo Nonato Souza Martins (* 1956), brasilianischer Kommunalpolitiker
- Ramiro Martins (* 1941), portugiesischer Radrennfahrer
- Renan Martins (1997–2017), brasilianischer Fußballspieler
- Renê Rodrigues Martins (* 1992), brasilianischer Fußballspieler
- Ricardo Martins (Radsportler) (* 1982), portugiesischer Radrennfahrer
- Ricardo Martins de Araújo (* 1986), brasilianischer Fußballspieler, siehe Kadu (Fußballspieler, 1986)
- Roberto Accoto Martins (* 1982), portugiesischer Handballschiedsrichter
- Rodrigo Cesar Martins (* 1978), brasilianischer Fußballspieler
- Rosana Martins, brasilianische Zoologin
- Rosena Fátima de Oliveira Martins (* 1975), osttimoresische Hochschullehrerin und Politikerin
- Rubia Fátima Martins (* 2000), osttimoresische Leichtathletin

### S
- Sara Martins (* 1977), französische Schauspielerin
- Sidmar Antônio Martins (* 1962), brasilianischer Fußballspieler
- Steve Martins (* 1972), kanadischer Eishockeyspieler
- Sthéfanie Tiele Martins Paulino (* 1993), brasilianische Volleyballspielerin

### T
- Thiago Martins (Fußballspieler, 1976) (Thiago Crivellari Martins; * 1976), brasilianischer Fußballspieler
- Thiago Martins (Schauspieler, 1988) (* 1988), brasilianischer Schauspieler, Sänger und Komponist
- Thiago Martins (Schauspieler, II), Schauspieler
- Thiago Martins (Fußballspieler, 1995) (Thiago Martins Bueno; * 1995), brasilianischer Fußballspieler
- Thomas Martins (* 1962), deutscher Komiker, siehe Oropax
- Tiago Martins (Schiedsrichter) (Tiago Bruno Lopes Martins; * 1980), portugiesischer Fußballschiedsrichter
- Tiago Martins (Fußballspieler) (Tiago André Silva Martins; * 1987), portugiesischer Fußballspieler
- Tiago Luís Martins (* 1989), brasilianischer Fußballspieler
- Toby Martins (* 1953), deutscher Autor

### V
- Valdiléia Martins (* 1989), brasilianische Hochspringerin
- Veneranda Lemos Martins, osttimoresische Politikerin
- Vera Pedrosa Martíns de Almeida (1936–2021), brasilianische Diplomatin
- Victor Martins (* 2001), französischer Automobilrennfahrer
- Vitor Martins (* 1991), brasilianischer Schriftsteller
- Volker Martins (* 1966), deutscher Komiker, siehe Oropax

### W
- Wellington Aparecido Martins (* 1991), brasilianischer Fußballspieler, siehe Wellington (Fußballspieler)
- Wilson Martins (Literaturkritiker) (1921–2010), brasilianischer Literaturwissenschaftler
- Wilson Martins (Politiker) (* 1953), eigentlich Wilson Nunes Martins, brasilianischer Politiker
- Wilson Barbosa Martins, (1917–2018), brasilianischer Politiker

### Z
- Zeferino Alexandre Martins (* 1955), mosambikanischer Politiker
- Zeferino Zeca Martins (* 1966), angolanischer Geistlicher, Erzbischof von Huambo